# ناحیه اورگلید، شهرستان استیونس، مینه سوتا
ناحیه اورگلید (به انگلیسی: Everglade Township) یک منطقهٔ مسکونی در ایالات متحده آمریکا است که در شهرستان استیونز، مینه‌سوتا واقع شده‌است.
 ناحیه اورگلید ۹۳٫۵ کیلومتر مربع مساحت و ۱۲۸ نفر جمعیت دارد و ۳۳۷ متر بالاتر از سطح دریا واقع شده‌است.